# Маршак, Моисей Ефимович
Моисе́й Ефи́мович (Мовша Хаимович) Марша́к (23 сентября 1894, село Пески Волковысский уезд Гродненская губерния — 1977, Москва) — советский физиолог. Заслуженный деятель науки РСФСР (1946). Член-корреспондент Академии медицинских наук СССР (1957). Отличник физической культуры (1947).

## Биография
В 1919 году окончил медицинский факультет Московского университета.
С 1924 года по 1933 год был заведующим лабораториями гигиены и физиологии труда Института охраны труда. С 1933 года заведовал лабораторией климатофизиологии, а затем до 1972 года — лабораторией физиологии дыхания и кровообращения (последовательно находившейся в составе Всесоюзного института экспериментальной медицины, Института физиологии АМН СССР, Института нормальной и патологической физиологии АМН СССР). Одновременно с 1938 года по 1949 год заведовал кафедрой физиологии Института физической культуры.

## Научная деятельность
Опубликовал свыше 100 научных работ. Его исследования легли в основу рекомендаций по питьевому режиму рабочих в горячих цехах. Является пионером изучения механизмов регуляции регионарного кровообращения (1948—1970). Разработал ряд оригинальных физиологических методик: прибор автоматического забора проб альвеолярного воздуха у животных и человека, плоский термоэлектрод в разных органах, методику непрерывной регистрации температуры органов в хроническом эксперименте. 
Был редактором редакционного отдела «Физиология» во 2-м издании Большой медицинской энциклопедии (1956—1964).
Научные труды
- «Метеорологический фактор и гигиена труда» М.-Л., (1931)
- «К регуляции дыхания, кровообращения и газообмена» (1948)
- «Физиологические основы закаливания организма человека» (1957)
- «О регуляции регионарного кровообращения» (1961)
- «Физиологическое значение углекислоты» (1969)
- «Регуляция дыхания» (1973)